# Baía de Chincoteague
A Baía de Chincoteague é uma lagoa entre as ilhas barreiras de Assateague e Chincoteague e o condado de Worcester, em Maryland e norte do condado de Accomack, no estado norte-americano de Virgínia. Nenhum rio importante deságua na baía de Chincoteague.
Atualmente, os maiores povoamentos na baía é o Public Landing em Maryland, Greenbackville, o Captain's Cove (uma comunidade residencial planejada) e a cidade de Chincoteague.